# Charles Puerner
Charles Puerner (Norfolk (Virginia), 21 mei 1849 – München, 28 juli 1905) was een Amerikaans componist en dirigent. Voor bepaalde werken gebruikte hij het pseudoniem Charles Armand.

## Levensloop
Puerner was sinds 1878 een actief dirigent en componist in New York. Toen was hij directeur tot 1905 van een theater-/operaorkest in Niblo's Garden. In 1885 en 1886 was hij directeur van The d'only Carte Opera Company. Zijn musical Simple Simon Simple ging aan het West End Theatre in New York in première. In 1879 dirigeerde hij een privéproductie van de opera HMS Pinafore op muziek van Arthur Sullivan en libretto door William S. Gilbert in Niblo's Garden. In 1893 was hij directeur aan het Garden Theatre tijdens de eerste productie door de "Lillian Russell Comic Opera Company" in New York van Alfred Celliers opera The Mountebanks op een libretto van William S. Gilbert in 47 uitvoeringen.
Als componist schreef hij voor verschillende genres.

## Composities

### Werken voor orkest
- 1881 Irish Patrol
- 1882 Delice Gavotte
- 1883 Ethiopian serenade - Burlesque
- 1890 The Irish Wedding
- 1895 Granziella (Morceau de salon), voor orkest
- Charge of the light Brigade, voor orkest
- Galop "On the Sands"

### Werken voor harmonieorkest
- 1884 Overture Militaire
- 1887 On the Plantation
- 1893 Irish Patrol
- 1895 Memories of the Ball, ouverture
- 1895 Down the Mississippi
- 1898 Patriotic Fantasy: Cuba Libre

### Muziektheater

#### Opera's
| Voltooid in | titel                   | aktes | première                             | libretto          |
| ----------- | ----------------------- | ----- | ------------------------------------ | ----------------- |
| 1887        | The Pyramid             |       | 1887, New York, Star Theatre         |                   |
| 1892        | The Robber of the Rhine |       | 1892, New York, Fifth Avenue Theatre | Maurice Barrymore |

#### Operettes
| Voltooid in | titel   | aktes | première                               | libretto                                 |
| ----------- | ------- | ----- | -------------------------------------- | ---------------------------------------- |
| 1895        | Thrilby |       | 3 juni 1895, New York, Garrick Theatre | Joseph W. Herbert naar George Du Maurier |

#### Musicals
| voltooid in | titel               | uitvoeringen | première                                      | libretto                       | verdere liedteksten                                                                                        | choreografie  |
| ----------- | ------------------- | ------------ | --------------------------------------------- | ------------------------------ | --- | ------------- |
| 1902        | Mary of Magdala     | 105          | 12 november 1902, New York, Manhattan Theatre | Paul Heyse                     | Paul Heyse                                                                                                 | Carl Marwig   |
| 1905        | Simple Simon Simple | 8            | 30 oktober 1905, New York, West End Theatre   | Otis F. Wood, Charles H. Brown | van de componist, Carlos Curti, Theodore Bendix, Rollin Bond, Henry J. Koenig, Bert Howard en Arndt Morris | Joseph Dawson |

### Vocale muziek
- 1890 May Time
- 1892 Hast thou forgot, voor sopraan en piano - tekst: Maurice Barrymore
- Judge's Campaign Song of the Full Dinner Pail, voor zangstem en piano - tekst: Henry Tyrell

### Kamermuziek
- 1891 Step by step, mars voor cornet, viool, cello en piano
- 1891 The merry Monarch (Lanciers), voor cornet, viool, cello en piano

### Werken voor piano
- 1867 Pavilion Galop
- 1882 Delice Gavotte

### Filmmuziek
- Village blacksmith